# ابرش

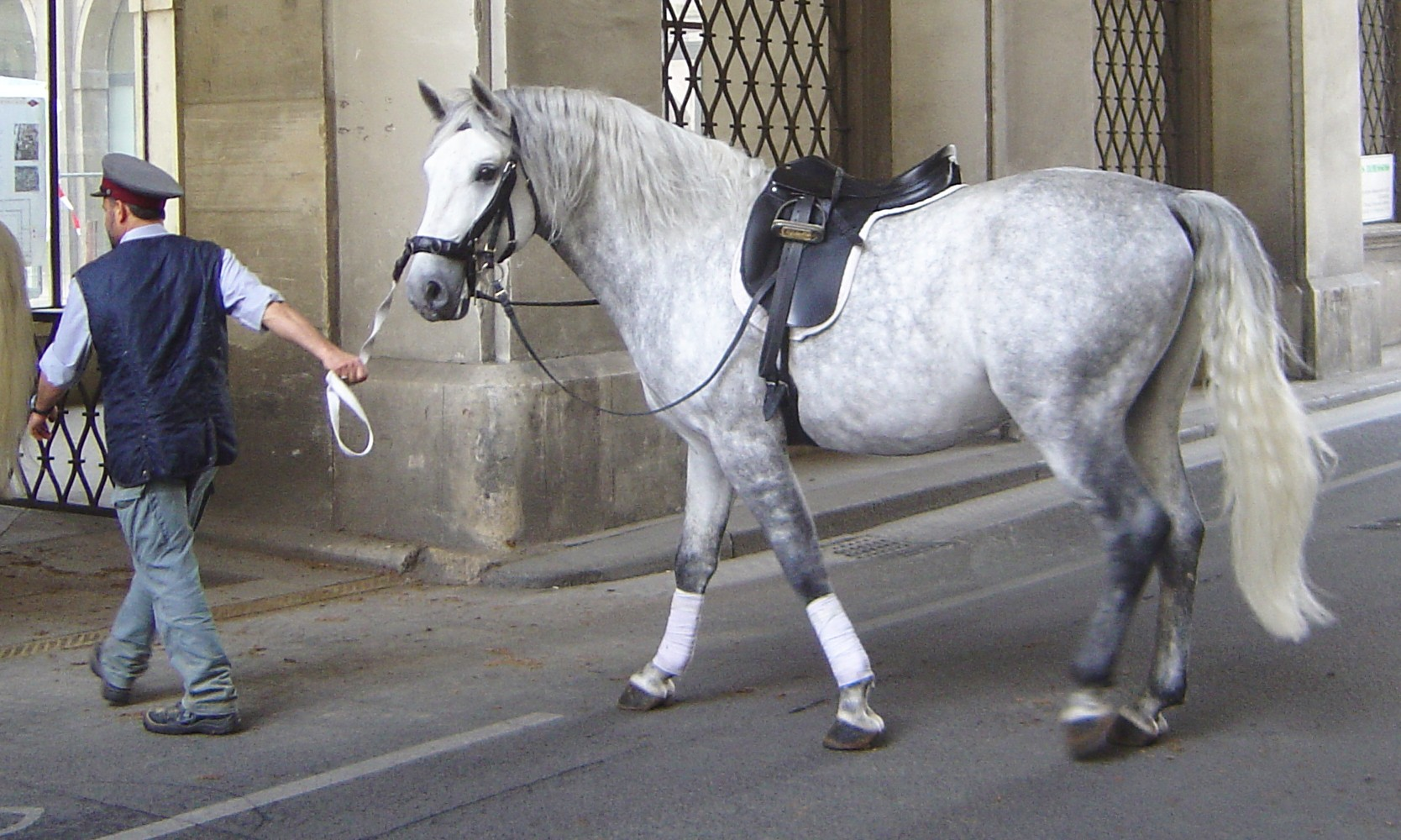
اسب ابرش

اسب اَبرَش معمولاً به رنگ اسبی گفته می‌شود که روی بدن نقطه‌های [درشت] سفیدی بر خلاف رنگ اصلی بدن داشته باشد.
این حالت تحت تاثیر چندین ژن است.
بور ابرش نام رنگ اسبی است که بدنش سرخ رنگ بوده و خال‌های سفید داشته باشد.

## نگارخانه

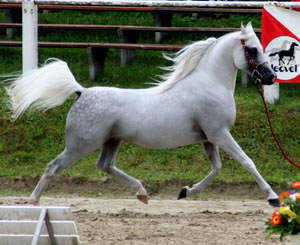
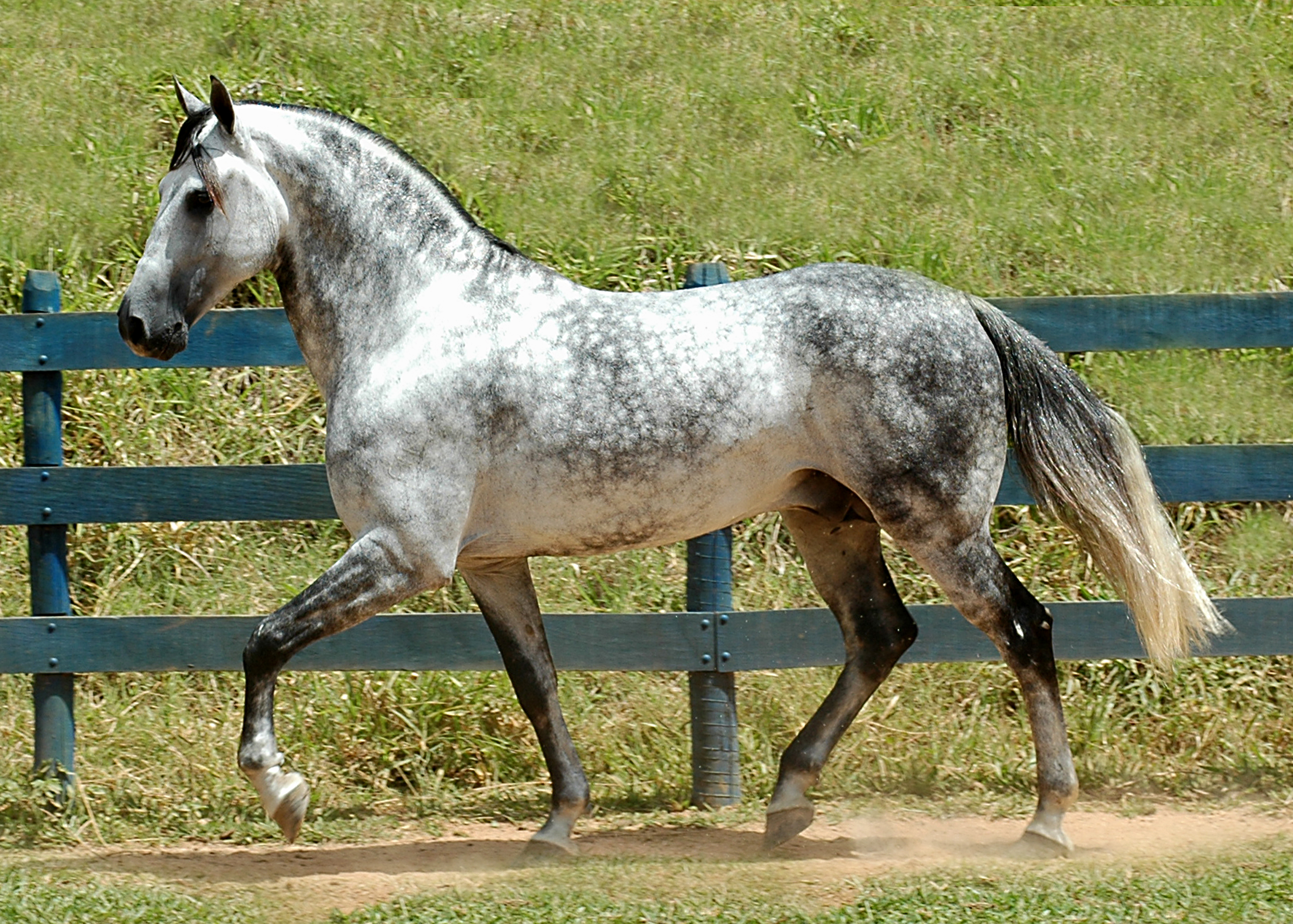